# Jacobus de Joncheere
Jacobus de Joncheere († 9 april 1704) was een Brugs predikheer.

## Levensloop
De Joncheere trad in bij de paters dominicanen in Brugge en werd er prior in 1665-1667, 1677-1680 en 1686-1689. Over zijn biografische gegevens is weinig of niets terug te vinden. Zijn kroniekachtige geschriften waren anderzijds een grote bron voor de kennis van de geschiedenis van het Brugse predikherenklooster.

## Werken

### Publicatie
- Historiarum Belgicae coenobiarul fratres ordinis Praedicatorum, 3 volumes.

### Handschriften
- Verzameling van apostolische brieven en brieven van staatshoofden voor de hervorming van 1398.
- Over de Hollandsche Congregatie.
- Over de Heilige Dominicus - Over de tiende generaal Albertus Claver - Over Thomas de Firmo, 24ste magister van de orde.